# Hvozdnica
Hvozdnica é um município da Eslováquia, situado no distrito de Bytča, na região de Žilina. Tem 8,73 km² de área e sua população em 2018 foi estimada em 1.195 habitantes. Foi citado pela primeira vez em documento oficial no ano de 1250.

## Demografia
| Ano:        | 1994 | 2004   | 2014   | 2024   |
| ----------- | ---- | ------ | ------ | ------ |
| Broj ljudi: | 1079 | 1139   | 1185   | 1235   |
| Razlika:    |      | +5,56% | +4,03% | +4,21% |

| Ano:               | 2023 | 2024   |
| ------------------ | ---- | ------ |
| Número de pessoas: | 1226 | 1235   |
| Diferença:         |      | +0,73% |